# Helmut Matheis
Hans Helmut Matheis (* 21. November 1917 in Speyer; † 1. März 2021 in Aschau im Chiemgau) war ein deutscher Typograf, Kalligraf und Grafiker.

## Leben
Matheis wohnte mit seiner Mutter zunächst in Ludwigshafen. 1932 erfolgte ein Umzug nach Ulm, wo Matheis im Gymnasium Hans Scholl kennenlernte, den Mitbegründer der Widerstandsgruppe Weiße Rose.
Nach dem Abitur 1937 leistete Matheis ein halbes Jahr Arbeitsdienst und zwei Jahre Wehrdienst. 1941 begann er das Studium an der Akademie für Angewandte Kunst München. 1942 wurde er zum Kriegsdienst eingezogen und an die Ostfront geschickt. Nach einer Verwundung an der Hand konnte er nach Hause zurückkehren und 1943 weiterstudieren. Nach Abschluss seines Studiums arbeitete Matheis für verschiedene Werbeagenturen.
Nach dem Krieg machte er sich als Grafiker selbständig. Im Rahmen eines seiner ersten großen Aufträge entwarf er das deutsche Sportabzeichen. Matheis gestaltete im Lauf der Jahre ungezählte Gruß- und Glückwunschkarten sowie Veranstaltungsplakate. Als Typograf arbeitete er für die Schriftgießerei Ludwig & Mayer in Frankfurt, für die er die Schriften Charme, Slogan und Primadonna entwarf. Sie wurden später digitalisiert und sind heute noch viel im Gebrauch. Ab 1970 wandte sich Matheis wegen der fortschreitenden Digitalisierung von der Typografie weitgehend ab und widmete sich vor allem der Malerei und freien Grafik. Nach Jahren am Starnberger See und in Bernau am Chiemsee zog Matheis nach dem Tod seiner Ehefrau nach Bad Bergzabern. 2019 erlitt er einen Beinbruch und zog danach in ein Altersheim in Aschau im Chiemgau, wo er am 1. März 2021 starb.
Matheis zählte mit 103 Jahren (2020) zu den ältesten noch lebenden Schriftkünstlern in Deutschland und Europa. Im Frühjahr 2019 widmete der Verein Stiftung Schriftkultur in Homburg Matheis und der damals ebenfalls über 100 Jahre alten Künstlerin Gudrun Zapf-von Hesse (1918–2019) eine Ausstellung unter dem Motto „Ein Jahrhundert – zwei Schriftkünstler“.

## Ausstellungen (Auswahl)
- 2017: Museum der Stadt Bad Bergzabern
- 2019: Ein Jahrhundert – zwei Schriftkünstler. Stiftung Schriftkultur, Bruchhof-Sanddorf, Gut Königsbruch, Homburg[9]